# Fábrica de Trólebus de Pyongyang
A Fábrica de Trólebus de Pyongyang (PTBF)  é uma fabricante automotiva da Coreia do Norte e é o maior fabricante de trólebus da RPDC. Durante sua existência, a empresa também fabricou vans, caminhões refrigerados e ônibus, embora seu principal produto seja os trólebus da marca Chollima.  A empresa fabrica trólebus continuamente desde 1960, quando construiu o primeiro trólebus na RPDC, um clone do Jinghua BK561.

## História
A fábrica começou como uma fábrica de reparo de caminhões em abril de 1959. A fábrica se dedicaria à reparação de caminhões até 1969.  O primeiro trólebus produzido na fábrica foi construído em 1960 e era uma cópia direta do trólebus chinês Jinghua BK561. O primeiro veículo produzido em série, o Chollima-9.11, foi produzido pela primeira vez em 1961, embora ainda tenha uma forte semelhança com o Jinghua BK561. Como o transporte de passageiros com trólebus só começou formalmente no final de 1961, os trólebus foram testados em um pequeno circuito de fio na fábrica de trólebus. 
A visita de Kim Il Sung no outono de 1961 é homenageada em um grande mosaico localizado no pátio da fábrica. A obra retrata o momento em que ele esteve na fábrica, após a construção de uma linha ao longo da Avenida Stalin e da Avenida Exército Popular, antes do início do tráfego de passageiros. Durante a visita, foram apresentados a ele cinco trólebus. 
O estudioso Andrei Lankov escreveu que, em meados da década de 1980,  a fabricação de trólebus na fábrica era extremamente rudimentar, com pouca ou nenhuma mecanização. Não havia equipamentos para estampagem ou prensagem, e os trabalhadores precisavam moldar o material manualmente, utilizando marretas, o que frequentemente resultava em amassados na carroceria. Além disso, dizia-se que a fiação elétrica era instalada de maneira improvisada, sendo esticada ao longo do teto.
Durante o período de escassez de combustível na Marcha Árdua, a fábrica de trólebus converteu os ônibus a diesel produzidos pelas empresas Karosa e Ikarus para a operação elétrica devido à escassez de combustível, embora a eletricidade naquele período também não estivesse disponível com facilidade. Muitos desses veículos ainda circulam atualmente e a eletrificação desses veículos é uma prática única, não vista em nenhum outro lugar. 
Entre 2015 a 2017,  a fábrica de trólebus passou por uma ampla reforma, introduzindo ferramentas de precisão, como fresas CNC. A linha de montagem foi parcialmente automatizada com a implementação de processos automatizados de galvanoplastia, processamento térmico e montagem de motores,  feito sob o objetivo de transformar a fábrica em um 'fabricante de trólebus de classe mundial'.  Além disso, foram instalados cortadores de plasma, o que aumentou significativamente a precisão do trabalho.  Antes da reforma, a fábrica não possuía capacidade para produzir peças eletrônicas, que precisavam ser importadas da China. Isso gerou especulações de que, no futuro, a fábrica se concentraria apenas na fabricação das carrocerias, enquanto os demais componentes continuariam sendo adquiridos do exterior. 
Em 2021, a fábrica estabeleceu a meta de desenvolver uma máquina capaz de construir seções de articulação com maior confiabilidade e utilizando menor mão de obra.  Antes disso, as juntas de articulação utilizadas no modelo Chollima-091 eram baseadas no mecanismo do Ikarus 280, que apresentava problemas recorrentes, como travamento e ruídos altos durante o funcionamento.. 

### Exportações
Embora a Fábrica de Trólebus de Pyongyang nunca tenha feito uma exportação, o Ministério da Habitação e Serviços Comunitários da RSFSR demonstrou interesse em 1989 em um trólebus de 12 metros para ser usado em Khabarovsk durante o 13º Festival Mundial da Juventude e dos Estudantes. No entanto, como a Coreia do Norte estava fortemente endividada com a CMEA e a URSS, os veículos eram apenas uma forma de moeda que seria produzida como pagamento antecipado de moeda forte.  Com o colapso da URSS, o único acordo potencial de exportação fracassou.

### Assistência a outros fabricantes
A Fábrica de Trólebus de Pyongyang também forneceu assistência a outros construtores de trólebus na RPDC. Em 2019, a fábrica prestou assistência à Companhia de Transportes de Pyongsong na construção de três trólebus mais novos, dois no estilo Chollima-321. 

### Outras funções
A fábrica de trólebus também projetou outras formas de transporte, incluindo infraestrutura, bondes e ônibus. Os sistemas de trólebus de várias cidades foram projetados pela fábrica até a Marcha Árdua na década de 1990, com base em projetos romenos e búlgaros.  A fábrica projeta diversas ferramentas de usinagem em cooperação com universidades. 

## Operações
Fontes sul-coreanas afirmam que a fábrica emprega cerca de 5.000 pessoas e ocupa uma área de 630.000 metros quadrados.
A estrutura da fábrica é organizada em várias oficinas. Há uma oficina de peças, responsável pela construção de vários componentes, como varas e outras peças essenciais.  Além disso, existe uma oficina de motores para construção de motores elétricos e oficina de montagem, onde ocorre a montagem final.  A maioria dos componentes usados nos trólebus, como os assentos, são fabricados na fábrica.